# Astra 5A
O Astra 5A (anteriormente denominado de GE-1E e Sirius 2) foi um satélite de comunicação geoestacionário construído pela empresa Aérospatiale e foi operado inicialmente pela Nordic Satellite AB e posteriormente pela SES. O satélite foi baseado na plataforma Spacebus-3000B2 e sua vida útil estimada era de 15 anos. O mesmo saiu de serviço em 16 de janeiro de 2009, após sofrer uma pane e foi movido para a órbita cemitério.

## História
O satélite Sirius 2 foi usado para transmissões directas-to-home, bem como serviços de vídeo e comunicação de dados. Ele transmitiu tanto sinais analógicos e digitais. O Sirius 2 tinha dois feixes de DTH, cada um com 13 transponders utilizados para a transmissão de canais de televisão para casas equipadas com antenas parabólicas. Uma das vigas transmitia para a área nórdica e outro para a Europa Central e do Sul. O Sirius 2 foi o maior satélite de telecomunicações já construído na Europa, o seu lançamento ocorreu em novembro de 1997.  Sua vida útil foi prevista para ser em torno de 15 anos.
A GE Americom, depois SES Americom, operava 13 dos transponders no feixe Europeiu, originalmente com o nome GE-1E. O Sirius 2 tem um terceiro feixe, para vídeo e dados. Ele consistia de seis transponders de 36 MHz e cobria a Europa do Norte e Central com uma potência de sinal de 46-48 dBW. A banda da ligação ascendente era 14,0-14,25 GHz e a sensibilidade era elevada, mais de 9 dB / K na área de cobertura central.
A operação do satélite foi transferida para a SES, em abril de 2008, o satélite Sirus 2 foi movido para a posição orbital de 31.5 graus de longitude leste e renomeado para Astra 5A, para abrir uma nova posição orbital para a empresa para o desenvolvimento de mercados da Europa Oriental e do Oriente Médio.
O satélite falhou no início de janeiro de 2009 e foi transferido para uma órbita cemitério.

## Lançamento
O satélite foi lançado com sucesso ao espaço no dia 12 de novembro de 1997, por meio de um veiculo Ariane-44L H10-3, lançado a partir do Centro Espacial de Kourou na Guiana Francesa, juntamente com o satélite Indostar 1. Ele tinha uma massa de lançamento de 2.930 kg.

## Capacidade e cobertura
O Astra 5A era equipado com 32 (Mais 8 de reserva)  transponders em banda Ku para fornecer comunicações de vídeo direto para a Suécia e países vizinhos. Serviço para as emissoras regionais, transmissões regionais de canais globais de TV e prestação de serviços para empresas de cabo pay-per-view, corridas de cavalos. 

## Falha e substituição
Em 16 de janeiro de 2009 o Astra 5A "sofreu uma anomalia técnica que conduziu ao fim da missão do satélite". Todo o tráfego parou, com grande parte dele (especialmente canais para o serviço de cabo alemão, Kabel Deutschland) foi transferido para a posição orbital Astra 23.5° E.
Uma transferência do serviços para o Astra 1E não era prático, pois este satélite, embora efetivamente colocalizado com Astra 5A, estava em uma órbita inclinada e utilizável apenas para serviços de contribuição de TV e outro uso intermitente.
Em março de 2009, a SES anunciou que, em abril, que ia mover o satélite Astra 2C a partir da posição orbital Astra 28.2° E para a posição orbital Astra 31,5° E para temporariamente assumir a missão do Astra 5A até o Astra 3B ser lançado para a posição Astra 23,5° E, no momento em que outros satélites não poderiam ser liberados para 31,5 ° E. Atransferência do Astra 2C foi iniciada em maio de 2009 e concluída em 11 de maio.
Em 2010, o Astra 3B entrou em serviço na posição orbital Astra 23.5° E e o Astra 1G foi deslocado dessa posição para a Astra 31,5° E para assumir todas as atividades de transmissão do Astra 2C, que foi transferido para a posição Astra 19.2° E em setembro de 2010.
Em dezembro de 2013, espera-se que um novo satélite, o Astra 5B fosse lançado para a posição orbital Astra 31.5° E para tomar permanentemente toda a transmissão a partir desta posição. Mas o lançamento do mesmo foi adiado para 2014.
Após a perda de sensores de sol do Astra 5A (utilizado para orientar na direção do sol para carregar as baterias do mesmo) as baterias rapidamente esgotaram, além da impossibilidade de enviar informações de controle para o satélite. E com isso o mais provável seria uma possível colisão com o satélite Intelsat 802. Em abril de 2009 a SES anunciou que eles tinham conseguido recuperar o controle do satélite e que o mesmo tinha sido movido para fora da órbita geoestacionária, em uma órbita superior, presumivelmente uma órbita cemitério.